# Зерцало (Пётр I)

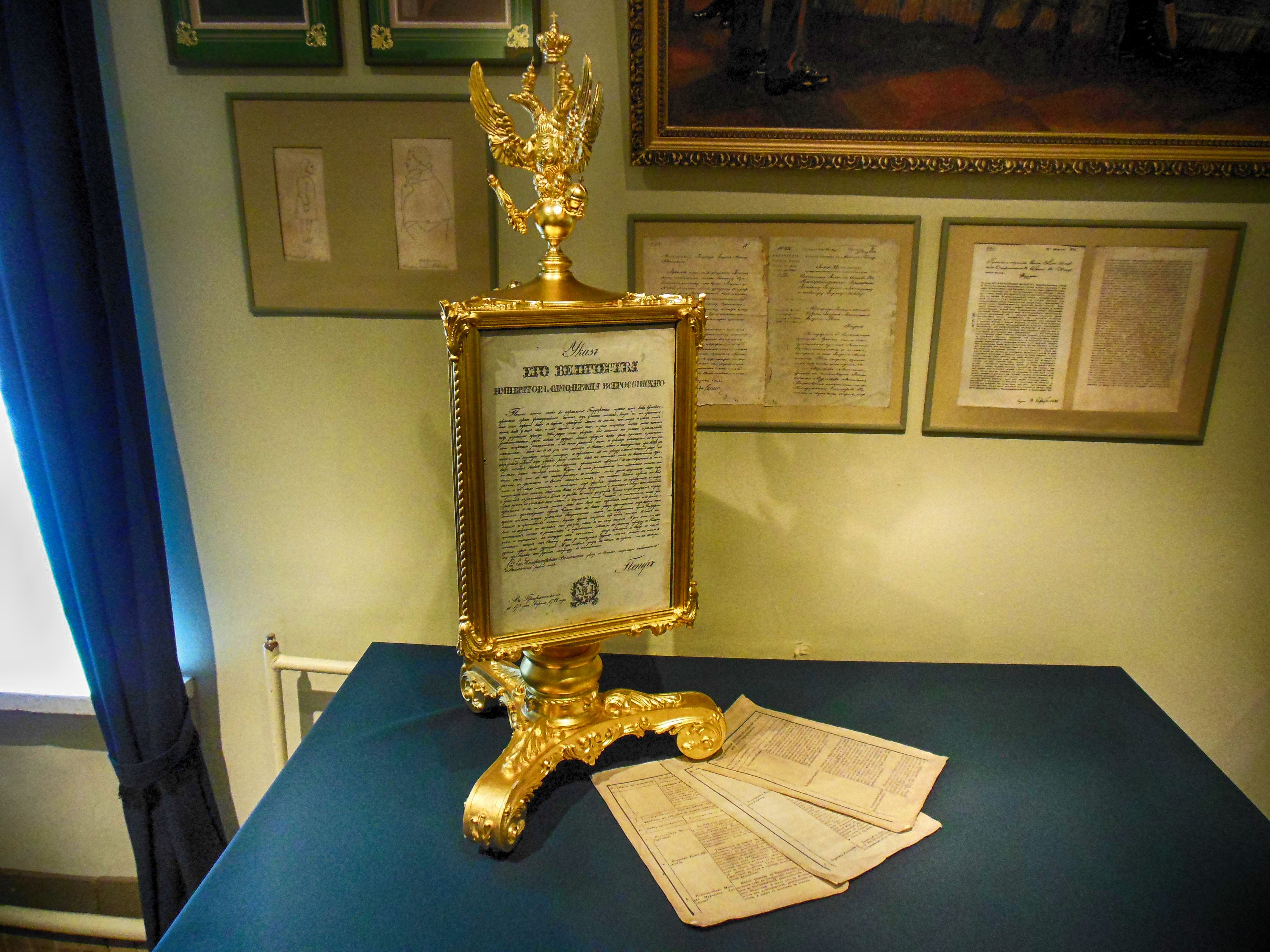
Зерцало

Зерцало — трёхгранная призма с орлом наверху и с тремя указами Петра I (от 17 апреля 1722, 21 и 22 января 1724, ст. ст.) на гранях; в царской России была непременной принадлежностью каждого присутственного места.

## Содержание и регламентация
Тексты на призме представляли:

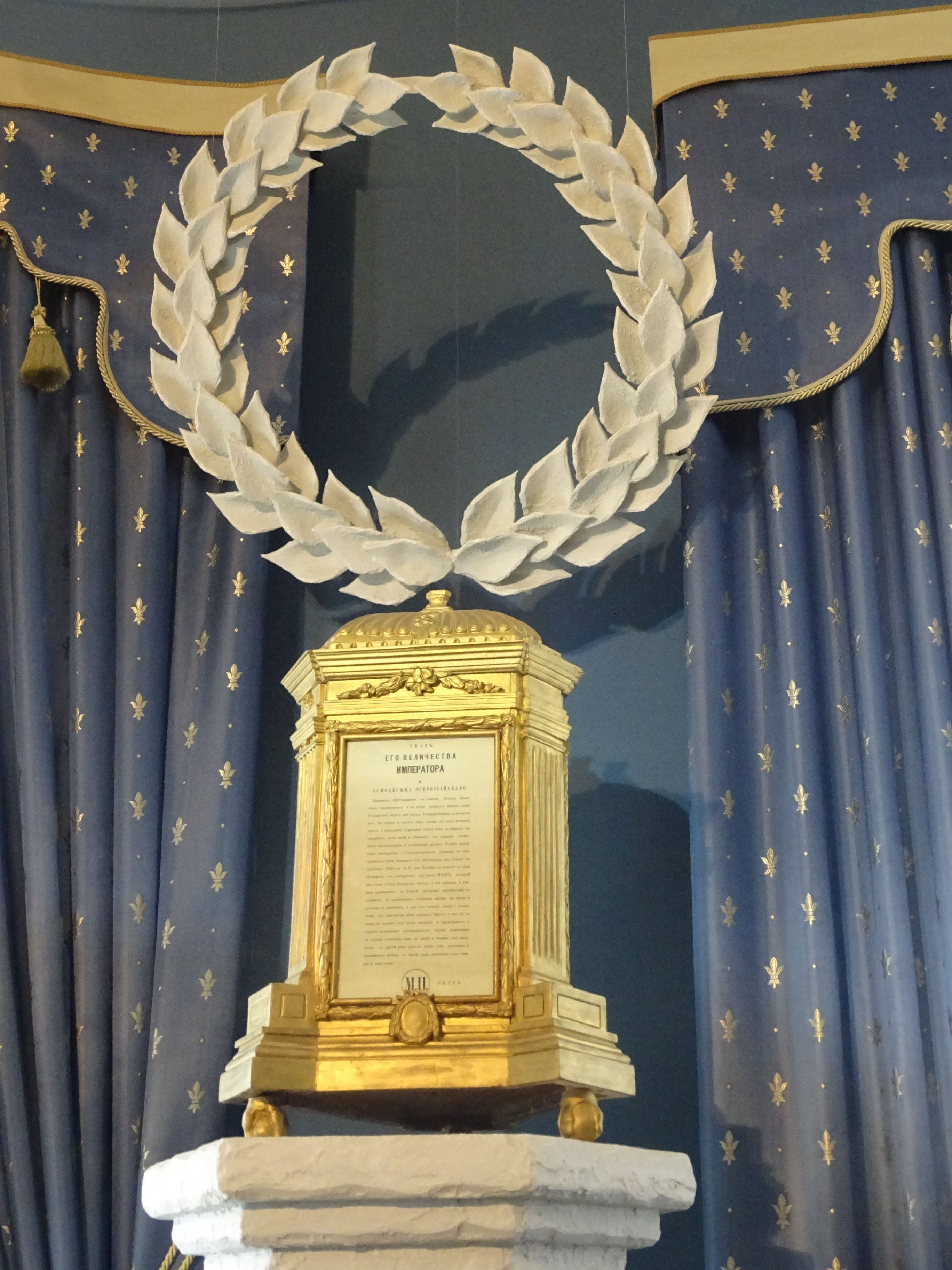
Зерцало из собрания Пермского краеведческого музея

- Указ о хранении прав гражданских. 17 апреля 1722 года[1].
- Указ, регламентирующий поведение в судебных местах. 21 января 1724 года.
- Указ о государственных уставах и их важности. 22 января 1724 года.

При этом Указ о хранении прав гражданских уже содержал в себе инструкцию о Зерцале:
Также по данному образцу в Сенате доски с подножием, на которую онои печатной указ наклеить и всегда во всех местах, начав от Сенату даже до последних судных мест, иметь на столе яко зеркало, пред очми судящих. А где такого указа на столе не будет, то за всякую ту преступку сто рублев штрафу в гошпиталь.
В дальнейшем это требование стало частью законов Российской империи и вошло в другие акты (ст. 39, т. II, Св. Зак., изд. 1892 г.):
Однако, понятие присутствия определяется и ещё некоторыми чисто внешними условиями; так, во всех без изъятия присутственных местах должно находиться в присутственной комнате зерцало, являющееся, очевидно, символом государственной власти. Ст. 39 общего губернского учреждения страдает, однако, неясностью; давая категорическое повеление о зерцале, она в то же время высказывает карательную угрозу в виде выговора тем лицам, которые будут виновны в несоблюдении этой статьи. Отсюда можно думать, что и отсутствие зерцала не делает присутствий недействительными

## Символическое значение

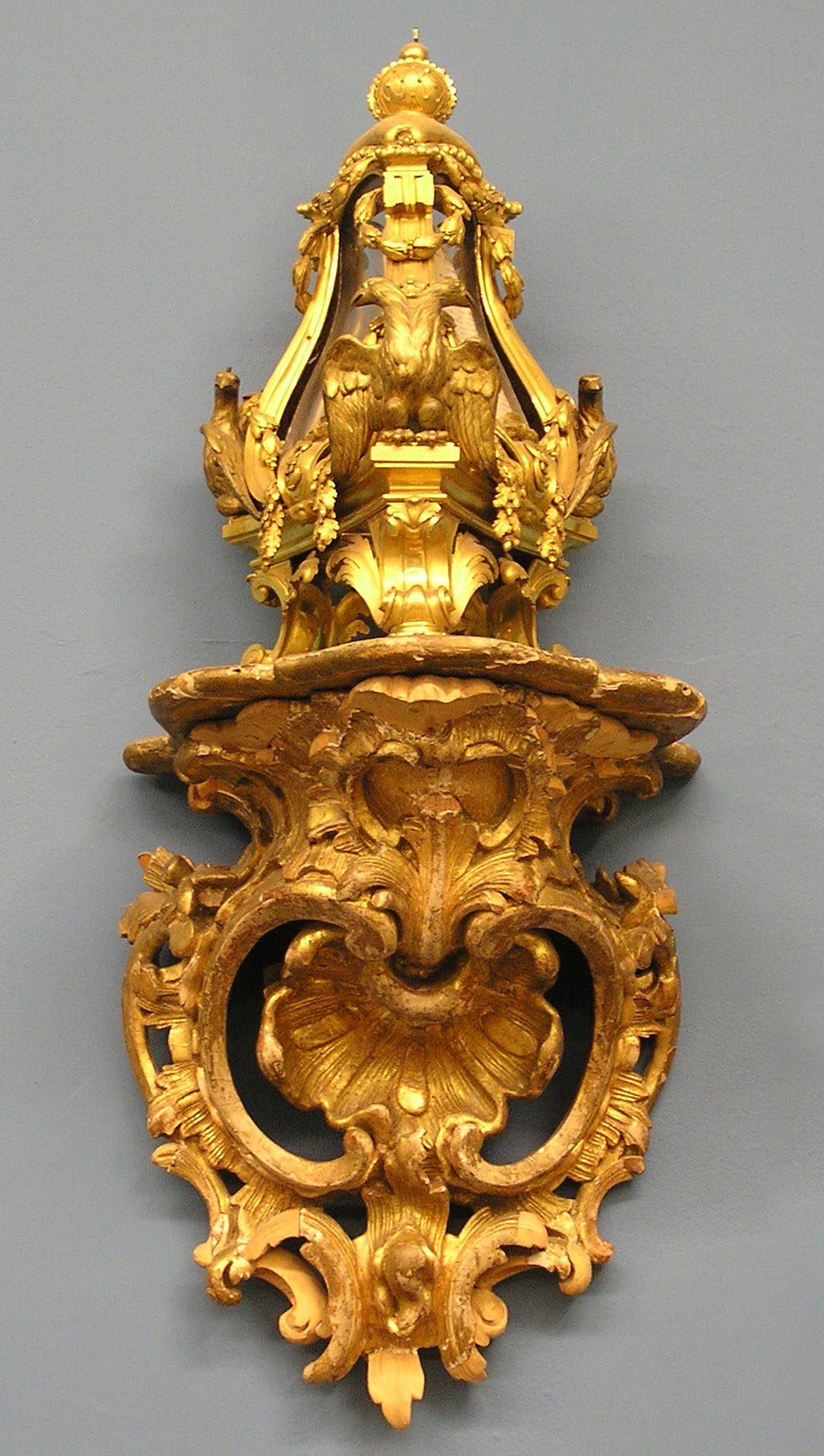
Зерцало из Петропавловской крепости. Комендантский дом

Зерцало стало значимым визуальным атрибутом новой эпохи, маркером новой административной машины:
Вы получаете чин — по Табели о рангах Петра Великого. Чин доставляет вам дворянство — так учредил Петр Великий. Мне надо подать жалобу — Петр Великий определил ее форму. Примут ее — перед зерцалом Петра Великого. Рассудят — по Генеральному регламенту. Вы вздумаете путешествовать — по примеру Петра Великого; вы будете приняты хорошо — Петр Великий поместил Россию в число европейских государств и начал внушать к ней уважение и проч., и проч., и проч.Академик М. П. Погодин, 1841
Многие видели в зерцале эталон государственного управления, который никак не соответствовал реалиям Российской империи. С. Н. Глинка в начале XIX века видит причины нашествия 1812 года в отходе от правды и наказании Божием:
Какая главная причина потрясения, причиненному России 1812 годом? Пусть земля спросит об этом у неба. Меня назовут за это безумцем, но мой ответ следующий: подите в первое присутственное место, взгляните на зерцало и вникните хорошенько в два назерцальных указа Петра I. Указ его 1722, апреля 17-го, скажет, что в России нет правды; а указ 1724 засвидетельствует, что и Петр со всей своей исполинскою силою оставил Россию "под судом Божиим".